# フェルディナント・アルブレヒト2世 (ブラウンシュヴァイク＝ヴォルフェンビュッテル公)
フェルディナント・アルブレヒト2世（ドイツ語: Ferdinand Albrecht II., 1680年5月29日 - 1735年9月13日）は、ブラウンシュヴァイク＝リューネブルク公の一人で、ベーヴェルン公（在位：1687年 - 1735年）。オーストリアの軍人として活躍し、最晩年の1735年にヴォルフェンビュッテル侯になった。

## 生涯
ブラウンシュヴァイク＝ヴォルフェンビュッテル＝ベーヴェルン公フェルディナント・アルブレヒト1世の四男として生まれた。
スペイン継承戦争では神聖ローマ皇帝レオポルト1世側に就いて戦った。1704年に皇帝の副官に任じられ、1707年には少将に、1711年には准元帥となった。1716年から1718年の対オスマン帝国戦争では、オイゲン公の下でベオグラード包囲戦やペーターヴァルダインの戦いに参戦し、コマールノ（現スロバキアの町）の要塞の司令官を務めた。1733年には元帥となった。
従兄で舅でもあるルートヴィヒ・ルドルフが1735年3月に死去すると、フェルディナント・アルブレヒトはヴォルフェンビュッテル公国を相続し、元帥の職を辞したが、6か月後に自身も死去、ヴォルフェンビュッテルは長男のカール1世が、ベーヴェルンは弟のエルンスト・フェルディナントが相続した。

## 子女
1712年に、従兄であるブラウンシュヴァイク＝ヴォルフェンビュッテル公ルートヴィヒ・ルドルフの娘アントイネッテ・アマーリエと結婚した。2人の間の子供は次の通り。
- カール1世（1713年 - 1780年） - ブラウンシュヴァイク＝ヴォルフェンビュッテル公
- アントン・ウルリヒ（1714年 - 1774年） - アンナ・レオポルドヴナと結婚、ロシア皇帝イヴァン6世の父
- エリーザベト・クリスティーネ（1715年 - 1797年） - プロイセン王フリードリヒ2世と結婚
- ルートヴィヒ・エルンスト（英語版）（1718年 - 1788年） - ネーデルラント連邦共和国元帥
- アウグスト（1719年 - 1720年）
- フリーデリケ（1719年 - 1772年）
- フェルディナント（1721年 - 1792年）
- ルイーゼ・アマーリエ（1722年 - 1780年） - プロイセン王子アウグスト・ヴィルヘルムと結婚、プロイセン王フリードリヒ・ヴィルヘルム2世の母。
- ゾフィー・アントイネッテ（1724年 - 1802年） - ザクセン＝コーブルク＝ザールフェルト公エルンスト・フリードリヒと結婚、フランツ（ザクセン＝コーブルク＝ゴータ家の祖）の母。
- アルブレヒト（ドイツ語版）（1725年 - 1745年） - ゾーアの戦いで戦死
- シャルロッテ（1725年 - 1766年）
- テレーゼ（英語版）（1728年 - 1778年）
- ユリアーネ・マリー（1724年 - 1796年） - デンマーク・ノルウェー王フレデリク5世と結婚
- フリードリヒ・ヴィルヘルム（1731年 - 1732年）
- フリードリヒ・フランツ（ドイツ語版）（1732年 - 1758年） - ホッホキルヒの戦いで戦死

| 爵位・家督                             | 爵位・家督                                                                   | 爵位・家督                        |
| -------------------------------------- | ---------------------------------------------------------------------------- | --------------------------------- |
| 先代 フェルディナント・アルブレヒト1世 | ブラウンシュヴァイク＝ヴォルフェンビュッテル＝ベーヴェルン公 1687年 - 1735年 | 次代 エルンスト・フェルディナント |
| 先代 ルートヴィヒ・ルドルフ            | ブラウンシュヴァイク＝ヴォルフェンビュッテル侯 1735年                        | 次代 カール1世                    |